# Beli Breg (okręg niszawski)
Beli Breg (cyr. Бели Брег) – wieś w Serbii, w okręgu niszawskim, w gminie Aleksinac. W 2011 roku liczyła 222 mieszkańców.